# Palác Kokořovských
Palác Kokořovských je pozdně barokní budova v Řetězové ulici čp. 223/I, č.o. 5, v sousedství paláce pánů z Kunštátu a Poděbrad. Jde o čtyřkřídlý průchodní dům, zadní část paláce s druhým portálem ústí do Karlovy ulice č.o. 26, má stejné číslo popisné 223/I. Je chráněn jako kulturní památka.

## Historie a architektura

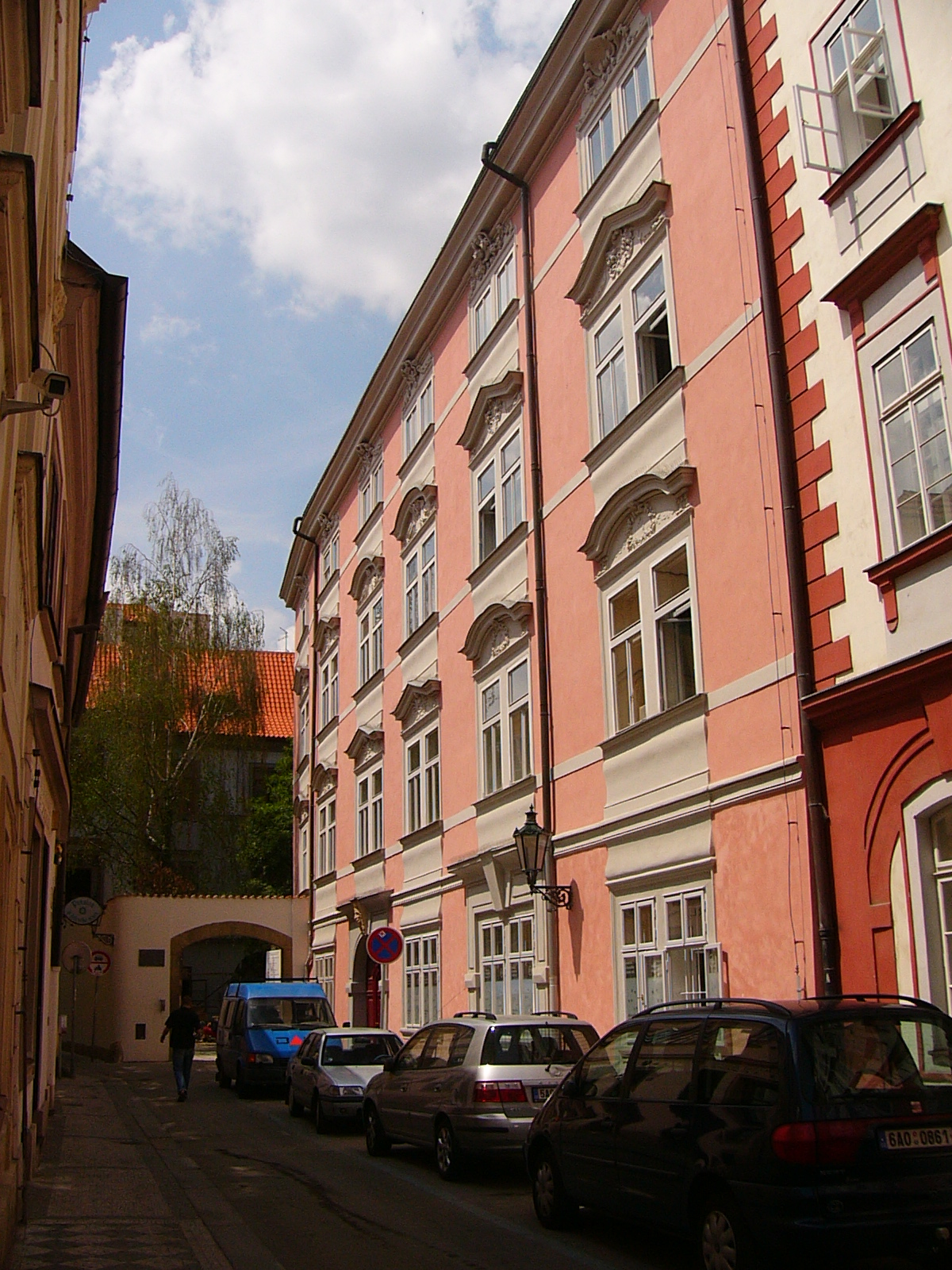

Palác stojí v místě dvou středověkých domů, ze kterých se dochovaly klenuté pozdně gotické sklepy, náležející k přestavbě z let 1488–1496. Renesanční přestavbu kolem roku 1600 podnikl tehdejší majitel Jeroným Čejka z Olbramovic. Z té doby pocházejí sdružená okna s renesanční profilací ostění a pravděpodobně také renesanční klenák s maskaronem v podobě lví hlavy v nadpraží portálu z Řetězové ulice. Krátce před polovinou 17. století získali oba objekty Kokořovcové z Kokořova. Roku 1697 dal domy spojit a přestavět hrabě Ferdinand Hroznata z Kokořova, který dal přistavět další patro a střešní altán. Nové průčelí do Řetězové ulice s vrcholně barokní fasádou přestavbu uzavřelo ve 2. čtvrtině 18. století.
Zásadní stavební změny byly provedeny pro Svatováclavskou záložnu. V roce letech 1875–1876 byla ve dvoře vybudována nová restaurace, taneční sál a tiskárna, ve které tiskla časopisy Method a Cecílie zde roku 1875 založená a zprvu také sídlící Křesťanská akademie v Praze. Roku 1887 byl stavebně upraven altán. Dostavbu na místě starších objektů navrhl František Kindl roku 1889, tehdy se změnila dispozice i vzhled dvorního křídla domu a hlavní vchod paláce byl přemístěn do Karlovy ulice (jeho nynější portál ovšem pochází až ze 30. let 20. století).

## Současnost
Od roku 1969 do současnosti v paláci sídlí Divadelní fakulta Akademie múzických umění v Praze (DAMU). Pro ni také byla rekonstruována bývalá tančírna na divadlo DISK a v 90. letech 20. století byly adaptovány vstupní prostory z Karlovy ulice na kavárnu.

## Významné osobnosti spojené s budovou
Vystupovali či bydleli zde například:
- Německý pražský houslista, dirigent a pedagog Friedrich Wilhelm Pixis (1810–1842), zde ho v srpnu 1829 navštívil Fryderyk Chopin, s nímž se tu setkal violoncellový virtuos Julius Klengel.[3]
- Roku 1863 zde byla založena Umělecká beseda v čele s Josefem Wenzigem.
- Bydlel zde (od roku 1886) meteorolog, klimatolog a univerzitní profesor František Augustin.
- Sochař, řezbář a politik Josef Krejčík měl v přízemí ateliér a krám.
- Friedrich Ehrlich zde na přelomu 19. a 20. století vedl německý antikvariát.